# Patershausen
Patershausen est une ancienne abbaye bénédictine puis cistercienne à Heusenstamm, dans le Land de Hesse et le diocèse de Mayence.

## Histoire

### La fondation
Une fondation à l'époque carolingienne est supposée, mais ne peut être prouvée. Elle n'est pas non plus identique à l'abbaye de Rotaha (de), établie aux VIIIe siècle et IXe siècle et qui se trouve probablement au centre d'Ober-Roden. La plus ancienne mention de l'église Sainte-Marie de Patershausen provient d'une liste de dons de la fin du XIIe siècle et du début du XIIIe siècle. Ce document semble prouver une fondation bénédictine de Cunon (de) de Münzenberg (de)  dans la seconde moitié du XIIe siècle. Ce premier monastère est abandonné dans la première moitié du XIIIe siècle.
Ulrich II von Münzenberg (de) reprend le domaine le 20 janvier 1252 et les vestiges de la colonie monastique pour y fonder une nouvelle abbaye. Les membres fondatrices viennent du couvent cistercien d'Eisenach. La nouvelle abbaye est à l’occasion de sa consécration par l’archevêque de Mayence Werner d'Eppstein (de) baptisée Corona Virginum, mais en pratique, le nom de Patershausen s'impose. La première abbesse est Lucardis, la mère d'Ulrich.
Le monastère reçoit des dons de la part de l'héritage de Münzenberg et les familles concernées, les seigneurs de Falkenstein et les seigneurs de Hanau (de), restent longtemps associées au monastère. Néanmoins, le début du monastère semble difficile économiquement. Les bâtiments de l'ancien monastère bénédictin sot en mauvais état, il faut reconstruire. En outre, le monastère est soutenu par l'archevêché de Mayence, un certain nombre de familles nobles, notamment les seigneurs voisins de Heusenstamm (de), puis des familles bourgeoises des villes impériales de Francfort-sur-le-Main, Friedberg et Wetzlar.

### L'ordre de Citeaux
Le nouveau monastère est ajouté à l'ordre cistercien en 1267 par le pape Clément IV et placé sous le patronage de l'Abbaye d'Arnsburg. Dans la pratique, cependant, cela ne prévaut que dans une mesure limitée. Les seigneurs de Hanau et l'archevêché de Mayence interviennent davantage.
Déjà avant 1281, Adélaïde de Hanau, fille de Reinhard d'Hanau (de), une nièce de Lucardis, se révèle être une abbesse. Vers 1339, Agnès de Hanau et Lukard de Hanau, fille et nièce d'Ulrich II d'Hanau (de), sont religieuses à Patershausen. En 1386 et 1396 Anna de Hanau, fille d'Ulrich III d'Hanau (de), est nommée abbesse. En 1439, une autre Anna de Hanau, fille du comte Reinhard II d'Hanau (de), devient également abbesse.
Par des dons jusqu'au milieu du XIVe siècle, le monastère grandit en prospérité et est importante pour la Vettéravie. Les propriétés se situent d'une part dans les environs immédiats, à Dreieich et en-dessous du Main, puis dans la région de Bensheim et de Bickenbach, et dans une large bande entre Vilbel et les contreforts occidentaux du Vogelsberg. Outre les terres agricoles, le monastère a également des terres et des maisons urbaines.
L'attrait du monastère et la pression sur le monastère pour accepter de nouvelles religieuses sont si grands que l'abbé Johann von Arnsburg, l'abbesse Bertrad et Ulrich II de Hanau en 1319 stipulent qu'il ne faut pas accepter plus de 52 religieuses. Les détails sur la vie dans le monastère ne sont pas connus, car les archives écrites du monastère sont perdues à quelques exceptions près.
Au milieu du XIVe siècle, les dons au monastère sont peu nombreux. Des pertes sont enregistrées depuis environ 1360, les impôts sont réduits ou retardés, le monastère est endetté et le déclin économique commence. En 1418, l'abbesse démissionne. De plus, à la fin du XIVe siècle, des affrontements massifs ont lieu entre la direction du monastère et le couvent et, en 1425, la direction et le couvent sont divisés en deux factions qui s'affrontent. D'autres preuves de déclin économique suivront. Au XVIe siècle, de nombreuses familles de la région se convertissent à la Réforme protestante, si bien que les dons et les nouvelles entrées ne sont plus et la crise économique et la guerre des Paysans allemands pèsent de plus sur le couvent. Les comtes de Hanau-Lichtenberg prennent la direction du monastère pendant cette période, ce que refuse l'archevêque de Mayence, ce qui entraîne des litiges.

### La dissolution
Sous le règne du comte Philippe IV de Hanau-Lichtenberg le luthéranisme s'installe vers 1545. L'abbesse Margarete von Heddersdorf épouse en 1556 un directeur de l'administration du monastère, Johann Weidlich, qui devient peu après écoutète de Diedenbergen. Au printemps 1558, la dernière abbesse, Walburg von Muschenheim, meurt et les quatre religieuses restantes informent le comte Philippe IV qu'aucune d'entre elles n'est prête à assumer la charge de l'abbesse en raison de la situation économique désespérée et demandent la dissolution du monastère et de ses pensions. Après une réticence initiale du comte à prendre en charge l’activité déficitaire, il accepte ensuite la demande. Les dernières nonnes vivent en partie à Dietzenbach, deux restent dans le monastère abandonné. Elles reçoivent des pensions des propriétés du monastère. La dispute entre l'Électorat de Mayence et le comté de Hanau-Lichtenberg au sujet de Patershausen se poursuivent. En 1567, un accord est conclu : Hanau cède ses droits sur Patershausen à Mayence et a en prêt en retour Brumath en Alsace. L'archevêque de Mayence transfère une grande partie des revenus de l'ancien monastère de Patershausen en 1568 au Noviciat de la Compagnie de Jésus à Mayence, mais conserve la propriété des biens immobiliers et des droits.

### Les Jésuites
En 1605, le complexe est à nouveau utilisé par les Jésuites comme monastère. À cette époque, le monastère est la destination d'une procession avec des participants de Bieber et Bürgel. Dévastée  pendant la guerre de Trente Ans et reconstruite, l'abbaye de Paterhausen est dissoute en 1724.
En 1741, la comtesse Marie-Thérèse de Schönborn achète la propriété délabrée et la fait agrandir. De cette époque vient essentiellement l'aspect actuel avec le manoir, la grange et la maison du couvent d'origine. Patershausen est indépendante jusqu'en 1954, date à laquelle elle est incorporée à la commune de Heusenstamm et reste jusqu'en 1978 une possession des Schönborn. Aujourd'hui, elle appartient à la commune de Heusenstamm et est louée à une ferme qui gère de façon écologique.
Les restes structurels du monastère sont peu présents. En 1982, une enquête archéologique a lieu. Le bien le plus important de l'abbaye est l'autel, qui se trouve aujourd'hui dans le musée épiscopal de la cathédrale et du diocèse de Mayence.